# Deífon
Deífon (en grec antic Δείφονος) nascut al segle v aC a Apol·lònia, una ciutat de la costa d'Il·líria, va ser un endeví grec, fill d'Eveni.
Va viure a l'època de les guerres mèdiques, i les fonts que parlen d'ell diuen que estava al servei de la flota de Corint, ciutat on vivia. Corint era la metròpoli d'Apol·lònia. Aquesta flota va vèncer els perses a la batalla de Mícale. Poc abans, Deífon havia ofert un sacrifici a Delos, i els resultats li havien permès vaticinar aquesta victòria.
Heròdot fa referència al rumor que en realitat Deífon no era fill de l'endeví Eveni, però que va usar aquest parentiu per fer vaticinis més endavant contra Grècia al servei dels perses.